# فيغا دي سان ماتيو
بلدية فيغا دي سان ماتيو (بالإسبانية: Vega de San Mateo) هي بلدية تقع في مقاطعة لاس بالماس التابعة لمنطقة جزر الكناري جنوب غرب إسبانيا.

## الديموغرافيا
بلغ عدد سكان بلدية فيغا دي سان ماتيو 7.726 نسمة عام 2011 (وفقاً للمعهد الوطني للإحصاء الإسباني).
| 7.316 | 7.281 | 7.575 | 7.721 | 7.611 | 7.636 | 7.726 |

## أعلام
- بيدرو أنطونيو فيغا رودريغيز